# Exeuthyplocia
Exeuthyplocia is een geslacht van haften (Ephemeroptera) uit de familie Euthyplociidae.

## Soorten
Het geslacht Exeuthyplocia omvat de volgende soorten:
- Exeuthyplocia minima